# Náhodný proces

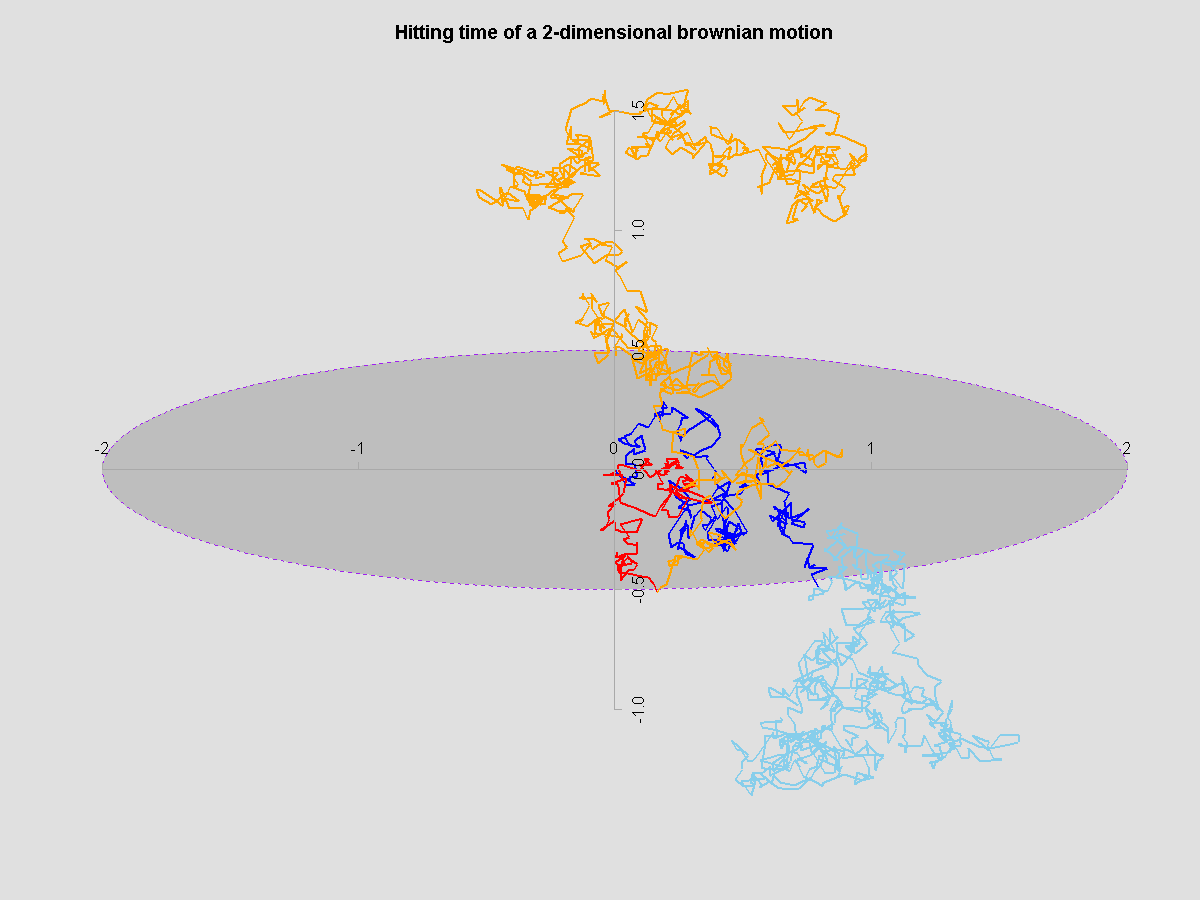
Modelování Brownova pohybu jako příklad náhodného procesu

Náhodný proces, též stochastický proces, si lze představit jako zobecnění pojmů náhodná veličina a náhodný vektor. Zatímco výsledkem realizace náhodné veličiny je jedno číslo, např. výsledek hodu kostkou, je realizací náhodného procesu funkce nebo řada. Konkrétním příkladem takového náhodného procesu může být například šum – pro každou realizaci jsme schopni popsat pouze pravděpodobnostní charakter šumu. Příkladem náhodného procesu ve více rozměrech může být Brownův pohyb.

## Definice
Buď dána uspořádaná trojice {\displaystyle \left(\Omega ,{\mathcal {A}},P\right)} (pravděpodobnostní prostor) a množina {\displaystyle T\subset \mathbb {R} }. Náhodným procesem pak nazýváme množinu {\displaystyle \left\{X_{t},t\in T\right\}}, kde {\displaystyle X_{t}} jsou náhodné veličiny z {\displaystyle \left(\Omega ,{\mathcal {A}},P\right)}. Prvky z množiny {\displaystyle T} se obvykle interpretují jako čas.
V případě, že platí {\displaystyle T=\mathbb {Z} } nebo {\displaystyle T=\mathbb {N} +\{0\}}, hovoříme o náhodném procesu s diskrétním časem, popř. o časové řadě. V případě, že je {\displaystyle T} intervalem reálných čísel, hovoříme o procesu se spojitým časem.